# OV Helsingborg
OV Helsingborg er en håndboldklub fra Helsingborg i Skåne, som en sammenlægning af de to gamle storhold HF Olympia og Vikingernes IF. Spillerdragten er grønne bluser og grønne bukser. Vikingerne blev mestere i den bedste svenske række i år 1961, 1967 og 1981.

## Historik

### Vikingarnas IF
Vikingernes Idrætsforening blev dannet i 1941 i Helsingborg og nåede den højeste division i 1960. Klubben blev svenske mestre som nykommere i sæsonen 1960/61 og vandt også svensk mesterskabsguld i 1967 og 1981. Holdet ligger på 17. plads i maratonstillingen efter 18 spillede sæsoner, den sidste 1989/90.

### HF Olympia
Håndboldforeningen Olympia blev dannet som et bydelshold fra Olympia i 1963 som KFUM Helsingborg, men skiftede navn til Olympia i 1971. Klubben spillede to sæsoner i håndboldens højeste liga.
Det er den utvetydigt rigere herkomst fra Vikingerne, som kan ses i at spillerdragten stadig er Vikingernes grønne farver.

## OV Beachhåndbold
I 2008 startede foreningen OV Beachhåndbold på stranden Ørestrandsbadene i Helsingborg.  Håndboldpokalturneringen arrangeres for foreninger, skoleklasser og virksomheder. Det første år tiltrak omkring 150 deltagende hold, mens antallet af hold steg kraftigt til 464 i 2009.
I 2015 deltog ikke mindre end 1532 hold i OV Beachhåndbold, hvilket gør det til verdens største håndboldturnering med hensyn til antallet af deltagende hold. 